# Стівен Ніл
Стівен Меттью Ніл (англ. Stephen Matthew Neal; нар. 9 жовтня 1976, Сан-Дієго, штат Каліфорнія) — американський борець вільного стилю та гравець в американський футбол. чемпіон світу, чемпіон Панамериканських ігор, чемпіон Тихоокеанських ігор з вільної боротьби.

## Життєпис
Боротьбою почав займатися з 1989 року. У 1998 та 1999 роках виграв титули Національної асоціації студентського спорту (NCAA).
Виступав за борцівський клуб Дейва Шульца, Бейкерсфілд. Тренер — Дерілл Поуп.
У 1999 році виграв Панамериканські ігри та чемпіонат світу з вільної боротьби. Але навесні 2001 року несподівано вирішив кардинально змінити своє заняття спортом. Він подзвонив спортивному агенту Нілу Корнічу і сказав, що хоче грати в американський футбол. Корніч переконав свого давнього друга Білла Белічіка, тренера команди «Нью-Інгленд Петріотс» з Фоксборо, що виступала в Національній футбольній лізі, випробувати Ніла. Після двох тижнів інтенсивної підготовки Стівен Ніл пройшов випробовування та став гравцем «Нью-Інгленд Петріотс». Граючи за цю команду, колишній борець отримав три каблучки Супербоула.
У 2011 році після 10 річної футбольної кар'єри Стівен Ніл вирішив піти зі спорту. У 2010 році він провів лише вісім ігор, пропустивши більшість сезону через чергову травму плеча.
Загалом, Стівен Ніл зіграв у 86 регулярних ігор сезону, з них 81 — у стартовому складі. Він також зіграв у 12 іграх плей-офф, в кожній з них — у стартовому складі.
Уведений до Національної Зали Слави боротьби у 2012 році.

## Спортивні результати на міжнародних змаганнях

### Виступи на Чемпіонатах світу
| Змагання                        | Збірна | Вагова категорія           | Місце  |
| ------------------------------- | ------ | -------------------------- | ------ |
| Чемпіонат світу з боротьби 1999 | США    | вільна боротьба, до 130 кг | Золото |

### Виступи на Панамериканських іграх
| Змагання                  | Збірна | Вагова категорія           | Місце  |
| ------------------------- | ------ | -------------------------- | ------ |
| Панамериканські ігри 1999 | США    | вільна боротьба, до 130 кг | Золото |

### Виступи на інших змаганнях
| Змагання                                        | Збірна | Вагова категорія           | Місце  |
| ----------------------------------------------- | ------ | -------------------------- | ------ |
| Тихоокеанські ігри 1995                         | США    | вільна боротьба, до 100 кг | Золото |
| Чемпіонат світу з боротьби серед студентів 1998 | США    | вільна боротьба, до 130 кг | 5      |